# Gorzechówko
Gorzechówko – wieś w Polsce położona w województwie kujawsko-pomorskim, w powiecie brodnickim, w gminie Jabłonowo Pomorskie.

## Podział administracyjny
W latach 1975–1998 miejscowość administracyjnie należała do województwa toruńskiego.

## Demografia
Według Narodowego Spisu Powszechnego (III 2011 r.) liczyło 136 mieszkańców. Jest szesnastą co do wielkości miejscowością gminy Jabłonowo Pomorskie.

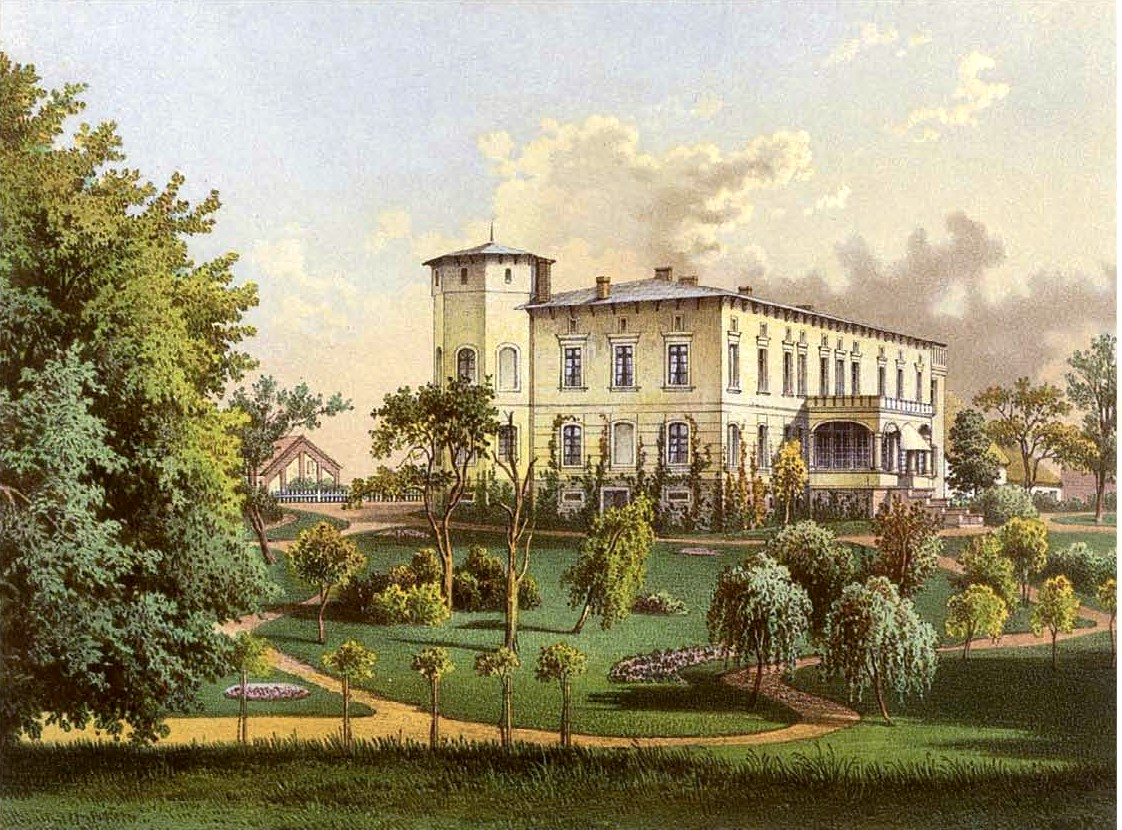
Nieistniejący pałac w Gorzechówku (zniszczony w 1945 roku przez czerwonoarmistów)